# Anthony de la Roché
Pour les articles homonymes, voir Roché.
Anthony de la Roché (parfois appelé Antoine de La Roché, Antonio de la Roché ou Antonio de la Roca selon les sources) est un marchand anglais, né à Londres d'un père français huguenot et d'une mère anglaise à une date inconnue et mort entre 1675 et 1794. Il découvrit la Géorgie du Sud et l'île Gough lors d'un voyage commercial au Brésil et au Chili. 

## Voyage en Amérique du Sud
Anthony de La Roché acquiert dans le port de Hambourg une nef de 350 tonneaux avec pour objectif de se rendre dans la vice-royauté du Pérou. Il rallie les îles Canaries en mai 1674 et arrive à Callao après transité dans le détroit de Le Maire et passé le cap Horn.
En avril 1675, Anthony de La Roché reprend la mer pour rentre en Europe. Alors qu'il vient de passer l'île de Chiloé et vogue vers l'île des États, son bateau s'écarte de sa route à cause du mauvais temps, et il arrive ainsi sur l'île antarctique de Géorgie du Sud, réalisant la première découverte d'une terre au sud de la convergence antarctique,,. Il se protège du mauvais temps dans une baie que l'on pense être le fjord Drygalski. Cette terre mal connue est nommée île Roché, île Roche ou encore île de La Roché sur différentes cartes, avant que James Cook n'en prenne possession au nom de la couronne britannique en 1775 et ne la renomme île George en l'honneur de George III du Royaume-Uni.
Une fois la tempête passée, La Roché remonte vers le nord, découvre une autre île sur sa route vers la côte brésilienne et s'y ravitaille en eau, en poisson et en bois de chauffage. Il s'agit probablement de l'île Gough. 

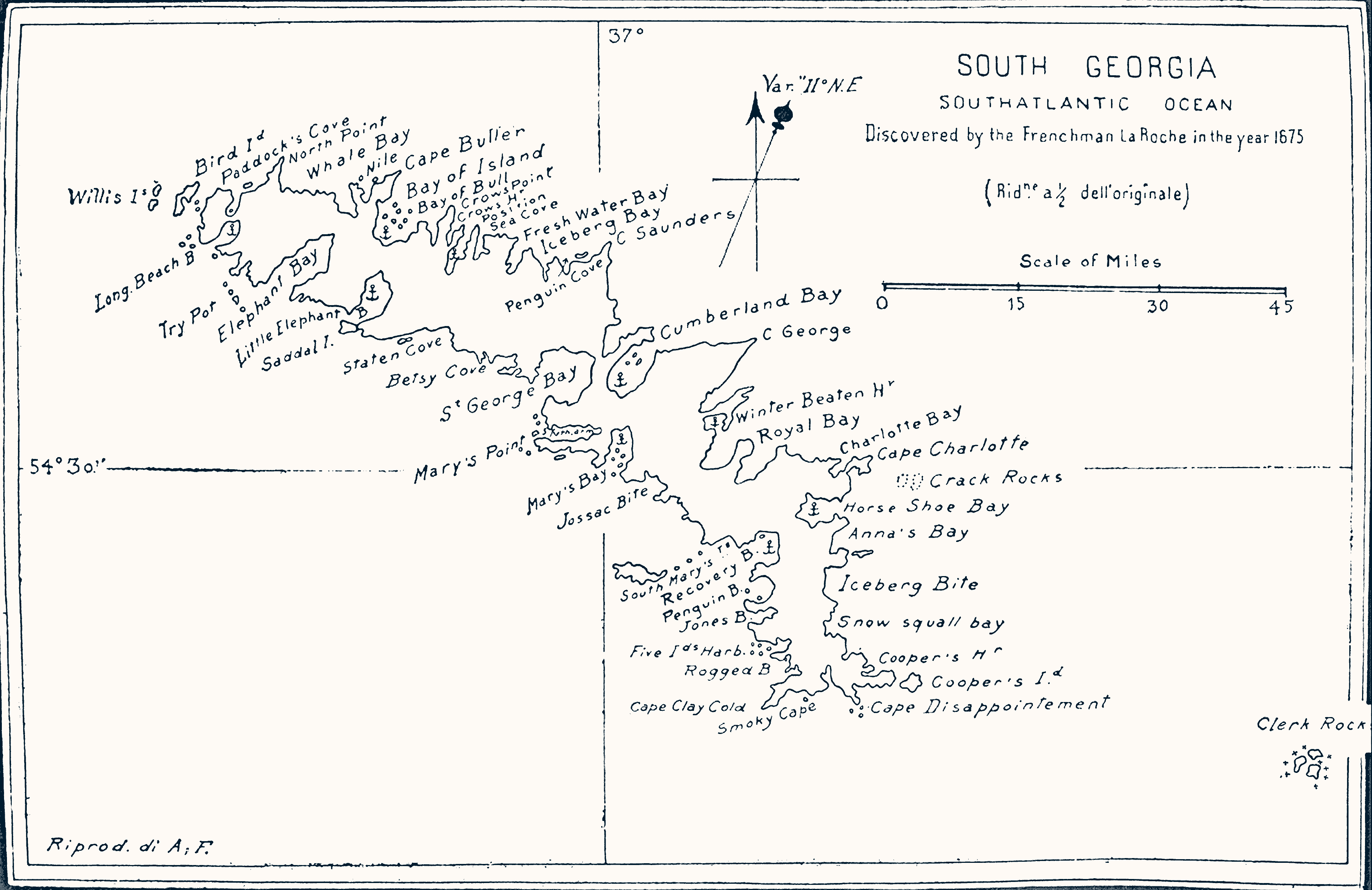
Carte de la Géorgie du Sud réalisée par le capitaine Isaac Pendleton à bord du baleinier américain Union et reproduite en 1906 par Arnaldo Faustini. Pendleton y précise que l'archipel est découvert en 1675 par le "Français La Roche". Il déduit cela du patronyme français de l'explorateur.

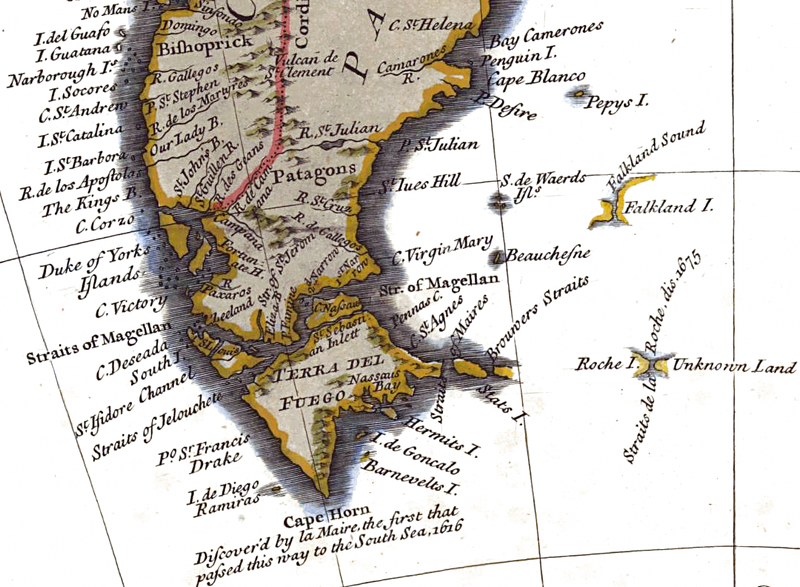
Fragment de la carte de Seale (ca. 1745), montrant « l'Île Roché »

## Hommages
Le pic Roché, le plus haut sommet de l'île Bird à l'extrémité occidentale de la Géorgie du Sud, a été nommé en son honneur par la Commission britannique des toponymes antarctiques en 1960. Le glacier Roché, sur le massif Vinson, porte également son nom.

## Cartes citant Anthony de La Roché
Les découvertes d'Anthony de La Roché apparaissent sous son nom dans certaines cartes de la seconde moitié du XVIIe siècle et du début du XVIIIe siècle, dont voici quelques exemples :
- Jean Teixera de Albernaz, J. de Attayde & François de Seixas et Lovera. Mapas generales originales y universales des todo el orue con los puertos principales y fortalezas de Ambas Indias y una descripcion topographica de la region Austral Magallonica año de 1692. Publié en 1630, annexé en 1692.
- Guillaume de L'Isle ; J. Covens & C. Mortier (1700/20). L'Amerique Meridionale, Paris.
- Henry Abraham Châtelain (1705/19). Nouvelle Carte de Géographie de la Partie Méridionale de l'Amérique, Amsterdam.
- Guillaume de L'Isle & Henry Abraham Châtelain (1705/19). Carte du Paraguai, du Chili, du Detroit de Magellan, Paris.
- Bernard Lens & George Vertue (ca. 1710). Map of South America, Londres.
- Charles Price (ca. 1713). South America corrected from the observations communicated to the Royal Society's of London and Paris, Londres.
- Nicolas de Fer (1720). Partie la plus méridionale de l'Amérique, où se trouve le Chili, le Paraguay, et les Terres Magellaniques avec les Fameux Détroits de Magellan et de Le Maire, Paris.
- Homann Heirs (1733). Typus Geographicus Chili a Paraguay Freti Magellanici, Nuremberg.
- Herman Moll (1736). A map of Chili, Patagonia, La Plata and ye South Part of Brasil, Londres.
- Guillaume de L'Isle & Giambattista Albrizzi. (1740). Carta Geografica della America Meridionale, Venise.
- Richard W. Seale (ca. 1745). A Map of South America. With all the European Settlements & whatever else is remarkable from the latest & best observations, Londres.
- John Cawley (ca. 1745). A Map of South America, Londres.
- John Gibson (1753). South America, Londres.
- Philippe Buache (1754). Carte des Terres Australes, Comprises entre le Tropique du Capricorne et le Pôle Antarctique, Paris.
- Thomas Jefferys & M. d'Andeville (1776). A Map of South America containing Tierra-Firma, Guayana, New Granada, Amazonia, Brazil, Peru, Paraguay, Chaco, Tucuman, Chili and Patagonia from Mr d'Andeville with Several Improvements and Additions, and the Newest Discoveries, Londres.
- Didier Robert de Vaugondy (1777). Hemisphère Australe ou Antarctique, Paris.
- Aaron Arrowsmith (1794). Map of the World on a Globular Projection, Exhibiting Particularly the Nautical Researches of Capn. James Cook, F.R.S. with all the Recent Discoveries to the Present Time, Londres.